# Nerușai, Cetatea Albă
Nerușai (în rusă Нерушай, în ucraineană Нерушай, transliterat Nerușai) este un sat reședință de comună în raionul Tatarbunar din regiunea Odesa (Ucraina). Are 1,993 locuitori, în proporții mari români (moldoveni) și ucraineni.
Satul este situat la o altitudine de 12 metri, în partea de vest a raionului Tatarbunar, la 4 km vest de Limanul Sasic. El se află la o distanță de 24 km sud-vest de centrul raional Tatarbunar. În apropierea localității trece drumul Odesa - Chilia Nouă. Teritoriul acestei localități este traversat de râul Nerușai, care se varsă în Dunăre, în dreptul localității Caracica.

## Istoric
Satul Nerușai a fost întemeiat în anul 1777 de către țărani moldoveni fugiți de iobăgie, numindu-se inițial Noroșei.
Prin Tratatul de pace de la București, semnat pe 16/28 mai 1812, între Imperiul Rus și Imperiul Otoman, la încheierea războiului ruso-turc din 1806 – 1812, Rusia a ocupat teritoriul de est al Moldovei dintre Prut și Nistru, pe care l-a alăturat Ținutului Hotin și Basarabiei/Bugeacului luate de la turci, denumind ansamblul Basarabia (în 1813) și transformându-l într-o gubernie împărțită în zece ținuturi (Hotin, Soroca, Bălți, Orhei, Lăpușna, Tighina, Cahul, Bolgrad, Chilia și Cetatea Albă, capitala guberniei fiind stabilită la Chișinău).
Pentru a-și consolida stăpânirea asupra Basarabiei, autoritățile țariste au sprijinit începând de la începutul războiului stabilirea în sudul Basarabiei a familiilor de imigranți bulgari și găgăuzi din sudul Dunării, aceștia primind terenuri de la ocupanții ruși ai Basarabiei. În anul 1817 s-au stabilit în sat cazaci din trupele rusești cantonate la gurile Dunării.
La începutul secolului al XIX-lea, conform recensământului efectuat de către autoritățile țariste în anul 1817, satul Noroșei (Nerușai) făcea parte din Ocolul Chiliei a Ținutului Ismail .
În urma Tratatului de la Paris din 1856, care încheia Războiul Crimeii (1853-1856), Rusia a retrocedat Moldovei o fâșie de pământ din sud-vestul Basarabiei (cunoscută sub denumirea de Cahul, Bolgrad și Ismail). În urma acestei pierderi teritoriale, Rusia nu a mai avut acces la gurile Dunării. În urma Unirii Moldovei cu Țara Românească din 1859, acest teritoriu a intrat în componența noului stat România (numit până în 1866 "Principatele Unite ale Valahiei și Moldovei"). În urma Tratatului de pace de la Berlin din 1878, România a fost constrânsă să cedeze Rusiei sudul Basarabiei.
În perioada de până la primul război mondial, s-au intensificat nemulțumirile țăranilor săraci cauzate de lipsa pământului. În decembrie 1917, activiștii bolșevici au preluat conducerea în sat. A fost creat un comitet condus de activistul bolșevic Leonte Țurcan, care a procedat la împărțirea pământurilor confiscate de la proprietari. Intervenția armatei române a dus la înăbușirea rebeliunii bolșevice și la pacificarea localității.
După Unirea Basarabiei cu România la 27 martie 1918, satul Nerușai a făcut parte din componența României, în Plasa Chilia-Nouă a județului Ismail. Pe atunci, majoritatea populației era formată din ruși, existând și o comunitate de români. La recensământul din 1930, s-a constatat că din cei 3.234 locuitori din sat, 1.775 erau ruși (54.89%), 1.394 români (43.10%), 22 ucraineni (0.68%), 21 germani (0.65%), 14 evrei, 9 bulgari și 2 polonezi. La 1 ianuarie 1940, din cei 3.980 locuitori ai satului, 2.242 erau ruși (56.33%), 1.652 români (41.51%), 52 polonezi (1.31%), 22 evrei și 5 bulgari.
În perioada interbelică, satul s-a aflat în aria de interes a activiștilor bolșevici din URSS, aici existând un comitet revoluționar clandestin. Membrii organizației comuniste din sat au menținut legături strânse cu organizația din Chilia Nouă, distribuind pliante în care făceau propagandă pentru revoluția sovietică și răsturnarea regimului burghezo-moșieresc din România. Mai mulți săteni au participat la Răscoala de la Tatarbunar din 1924, organizată de bolșevicii din URSS.
În seara zilei de 15 septembrie 1924, o bandă de agitatori bolșevici de 20-30 de persoane a preluat conducerea în satul Nerușai, intimidând restul populației. Rebelii au creat autorități sovietice - comitete revoluționare, unități de miliție populară și Gărzile Roșii. Conducătorul rebelilor din sat era același Leonte Țurcan. Rebeliunea nu a fost susținută de țăranii români din Basarabia și de coloniștii germani. În seara zilei de 17, Nenin a decis să se retragă din Tatarbunar către satul Nerușai, unde urmau să fie sprijiniți de Leonte Țurcan, care dispunea de un stoc mare de arme ascunse. Acțiunea de retragere nu a reușit din cauza faptului că armata română a barat drumul de retragere.
În 18 septembrie, rebelii din Nerușai s-au unit cu cei din Eschipolos și au luptat cu soldații și jandarmii români în apropierea satului Cișmele. După ce au pierdut mai mult de 200 de persoane, rebelii au fost obligați să se retragă. După înăbușirea revoltei, au fost arestați mai mult de 50 de săteni, iar 6 dintre ei au fost condamnați. Provocările comuniștilor au continuat și în anii următori. În 1930, poliția a arestat mai mulți săteni care desfășurau activități subversive, aceștia fiind anchetați și bătuți de jandarmi.
Ca urmare a Pactului Ribbentrop-Molotov (1939), Basarabia, Bucovina de Nord și Ținutul Herța au fost anexate de către URSS la 28 iunie 1940. După ce Basarabia a fost ocupată de sovietici, Stalin a dezmembrat-o în trei părți. Astfel, la 2 august 1940, a fost înființată RSS Moldovenească, iar părțile de sud (județele românești Cetatea Albă și Ismail) și de nord (județul Hotin) ale Basarabiei, precum și nordul Bucovinei și Ținutul Herța au fost alipite RSS Ucrainene. La 7 august 1940, a fost creată regiunea Ismail, formată din teritoriile aflate în sudul Basarabiei și care au fost alipite RSS Ucrainene . Imediat după ocuparea Basarabiei, autoritățile sovietice au înființat în sat un colhoz.
În perioada 1941-1944, toate teritoriile anexate anterior de URSS au reintrat în componența României. Apoi, cele trei teritorii au fost reocupate de către URSS în anul 1944 și integrate în componența RSS Ucrainene, conform organizării teritoriale făcute de Stalin după anexarea din 1940, când Basarabia a fost ruptă în trei părți. Un număr de 409 localnici au luptat în cel de-al doilea război mondial, 208 dintre ei murind pe front.
În anul 1954, Regiunea Ismail a fost desființată, iar localitățile componente au fost incluse în Regiunea Odesa.
Începând din anul 1991, satul Nerușai face parte din raionul Tatarbunar al regiunii Odesa din cadrul Ucrainei independente. În prezent, satul are 1.993 locuitori, în proporții mari români (moldoveni) și ucraineni.

## Economie
Locuitorii satului Nerușai se ocupă în principal cu agricultura și cu zootehnia. În ferma colectivă de animale erau crescute în anii '60 ai secolului al XX-lea 1.600 vaci.

## Legendă
În satul Nerușai a existat o icoană a Maicii Domnului cu Pruncul, denumită Nerușaiskaia. Ea a aparținut unei familii de binecredincioși din comuna Nerușai.
Într-una din zile din anii care au urmat ocupării Basarabiei de către ruși, icoana ar fi vorbit țăranilor basarabeni care se rugau în biserică, spunându-le credincioșilor: "Duceți-mă la turci!". Înțelegând că se referă la Dobrogea care se afla în acea vreme sub ocupație turcească, în anul 1816, un soldat român a luat icoana din satul Nerușai și a dăruit-o Mănăstirii Celic-Dere. În prezent, icoana este considerată făcătoare de minuni și păstrată în paraclisul mănăstirii.

## Demografie
Componența lingvistică a comunei Nerușai
     Ucraineană (94,33%)
     Rusă (2,86%)
     Română (2,01%)
     Alte limbi (0,4%)
Conform recensământului din 2001, majoritatea populației comunei Nerușai era vorbitoare de ucraineană (94,33%), existând în minoritate și vorbitori de rusă (2,86%) și română (2,01%).
1930: 3.234 (recensământ) 
1940: 3.980 (estimare)
2001: 1.993 (recensământ)

## Obiective turistice
- Monumentul lui V.I. Lenin
- Monumentul lui Taras Șevcenko
- Monumentul participanților la Răscoala de la Tatarbunar